# OBN
Pour les articles homonymes, voir OBN (homonymie).
OBN est une chaîne de télévision généraliste bosniaque. 
Fondée en 1996 par le Haut Représentant international en Bosnie-Herzégovine conjointement avec l'Union européenne à des fins de réconciliation entre les peuples de cette ancienne république yougoslave, elle est aujourd'hui l'une des principales chaînes de télévision privées du pays. Diffusant depuis ses studios de Sarajevo, elle émet sur le réseau hertzien ainsi que par satellite. 
Baptisée OBN (acronyme de Open Broadcast Network), la chaîne est d'abord orientée vers l'information et les émissions de proximité, encourageant les initiatives citoyennes et le dialogue intercommunautaire entre Bosniaques, Serbes et Croates. 
Fonctionnant dans un premier temps grâce à l'aide internationale (près de 20 millions de dollars ayant été investis dans son fonctionnement au cours des premières années d'après-guerre), elle est privatisée en 2000. Rachetée par l'entrepreneur croate Ivan Ćaleta, ancien propriétaire de la chaîne croate Nova TV, elle accorde dès lors une plus grande place aux émissions de divertissement. En 2004, la chaîne est vendue à la chaîne croate RTL Televizija, filiale du RTL Group, à laquelle elle est associée depuis lors.
OBN diffuse 24 heures sur 24 sur le réseau hertzien et le satellite. Ses programmes sont diffusés dans les trois langues nationales du pays (Serbe, Croate et Bosnien) autrefois unifiées sous le nom générique de Serbo-croate, et qui sont donc intercompréhensibles. Les émissions régulières débutent à 7 heures du matin en semaine avec des dessins animés et des programmes destinés à la jeunesse (Pocoyo, Dora istražuje) et se poursuivent par des séries (Princ iz Bel Aira, Zakon braće...) , des talks-shows ou des émissions humoristiques. La chaîne produit des émissions culinaires (Stol za 4) et des bulletins d'informations (OBN Infos) diffusés à 11 heures 55, 16 heures 55 et 18 heures 55.
OBN est reprise dans le bouquet satellite TotalTV diffusé sur le satellite Eutelsat W2 (16° est).